# Jérôme Cornuau
Jérôme Cornuau, né à Paris, est un réalisateur, producteur et scénariste français.

## Biographie
Jérôme Cornuau commence dans le monde des clips vidéo, entre autres pour Laurent Voulzy, Yael Naim, Johnny Hallyday, Lara Fabian, Sylvie Vartan, Roch Voisine, Menelik, Eddy Mitchell, Les Sages Poètes de la rue, Richard Cocciante, Maurane, Ophélie Winter, Ève Angeli...
Son premier long métrage s'appelle Bouge !, dont la prédominance est la musique.

## Filmographie

### Réalisateur

#### Cinéma
- 1992 : Le Temps d'une nuit (court métrage)
- 1997 : Bouge !
- 1998 : Folle d'elle
- 2002 : Nid de guêpes de Florent-Emilio Siri (réalisateur 2e équipe) -
- 2003 : Dissonances
- 2006 : Les Brigades du Tigre
- 2012 : La Traversée
- 2014 : Chic !
- 2018 : Le Général
- 2024 : Viktor Lustig

#### Télévision
- 1998 : Le Chant de l'homme mort, téléfilm
- 2002 : Koan, téléfilm
- 2003 : Les Jumeaux oubliés, téléfilm
- 2006 : Quintette, téléfilm
- 2007 : Les Cerfs-volants, téléfilm
- 2010 : Face au volcan tueur, docu-fiction
- 2013 : C'est pas de l'amour, téléfilm
- 2013 : Maison close (4x52')
- 2014 : Un enfant en danger, téléfilm
- 2014 : Le Passager (6x52')
- 2015 : Le Mystère du lac (6x52')
- 2016 : Le Tueur du lac (8x52')
- 2017 : Guyane (4x52')
- 2019 : Peur sur le lac (6x52')
- 2020 : Au-dessus des nuages, téléfilm
- 2021 : Fugueuse (6x52')
- 2022 : Après le silence, téléfilm
- 2023 : Respire, téléfilm
- 2024 : Le jour de ma mort, téléfilm

### Producteur

#### Courts métrages
- 1989 : Chant funèbre de Pascal Pinon (CM -animation)
- 1990 : Bloody Mary de Guy Mazaguil (CM)
- 1991 : Le trou de la Corneille de François Hanss (CM)
- 1991 : The Khajuraho de Pan Nalin (CM)
- 1992 : Le temps d'une nuit (CM)
- 2002 : Squash de Lionel Bailliu (court-métrage)

#### Longs métrages
- 1997 : Bouge !
- 2002 : Féroce de Gilles de Maistre
- 2003 : Dissonances

#### Télévision
- 1998 : Le Chant de l'homme mort, téléfilm)
- 1999 : Premières Neiges, téléfilm de Gaël Morel
- 2000 : Le Lycée, série télévisée
- 2002 : Koan
- 2006 : Quintette

### Scénariste

#### Cinéma
- 1997 : Bouge !
- 2003 : Dissonances
- 2006 : Les Brigades du tigre
- 2010 : Très cordialement
- 2011 : Le toucher de la hanche
- 2012 : La Traversée
- 2018 : Le Général
- 2019 : La Fille du rang derrière
- 2021 : L'écrivain de la Famille
- 2022 : Kiki & Man
- 2023 : De Miel & de Feu
- 2023 : Viktor Lustig

#### Télévision
- 1998 : Le Chant de l'homme mort, téléfilm
- 2002 : Koan, téléfilm
- 2006 : Quintette, téléfilm
- 2010 : Face au volcan tueur, docu-fiction
- 2019 : Peur sur le Lac (6x52')
- 2020 ; Au-dessus des nuages
- 2020 : Fugueuse (6x52')
- 2020 : Madame rêve (Bible 6x52')
- 2020 : Opium (Bible 6x52')
- 2021 : Lambert & Lambert (Bible 6x30')
- 2022 : Code 980 (Bible 6x52')
- 2022 : Le Mouvement (Bible 10x30')

## Distinctions
- 2003 : Meilleur téléfilm au Festival de Saint-Tropez pour Dissonances
- 2004 : Meilleur film francophone au Festival de Genève pour Dissonances
- 2004 : Meilleure adaptation au Festival de Luchon pour Dissonances
- 2011 : Grand Prix, Meilleur réalisateur au Festival de Cheng Du pour Face au volcan tueur
- 2012 : Meilleur documentaire au Festival de Qinghai pour Face au volcan tueur
- 2013 : Meilleure série française au Festival de télévision de Monte-Carlo pour la Saison 2 de Maison close
- 2013 : Meilleure réalisation au Festival de la fiction TV de La Rochelle pour C'est pas de l'amour[2]
- 2013 : Prix de l'éducation à l'image pour C'est pas de l'amour